# Литвиненко Володимир Миколайович (художник)
Володимир Миколайович Литвине́нко (3 червня 1930, Гадяч — 1 травня 2011, Одеса, Одеська область) — український художник; член Спілки радянських художників України з 1964 року. Заслужений художник України з 2004 року. Чоловік художниці Тамари Литвиненко, батько художниці Ганни Литвиненко.

## Біографія
Народився 3 червня 1930 року в місті Гадячі (нині Полтавська область, Україна). Дитинство та юність провів у місті Ромнах, куди його сім'я переїхала 1932 року. Протягом 1948—1956 років (з перервою у 1951—1953 роках на строкову службу у Радянській армії) навчався в Одеському художньому училищі, був учнем Мартина Кордонського, Григорія Крижевського, Миколи Павлюка. Дипломна робота — картина «Городки».
З 1958 року працював на Одесському художньо-виробничому комбінаті. У 1970 році нагороджений медаллю «За трудову доблесть».
Протягом 1991—1996 років писав картини у Франції, співпрацював з аукціонами Drouot та АгсоІе. В 1990-ті роки подорожував Італією (містами Генуя та Флоренція), Францією (Париж, Ніцца), Канадою (Монреаль), США (Сан-Франциско, Цинциннаті, Сент-Пітерсберг), Грецією (Афіни).
Мешкав в Одесі в будинку на вулиці Грецькій, № 31 квартира № 6. Помер в Одесі 1 травня 2011 року. Похований в Одесі на Другому християнському цвинтарі.

## Творчість
Працював у галузі станкового живопису, писав картини у жанрах, міського пейзажу, портрету, натюрморту та жанрового малярства. Серед робіт
- «Городки» (1956);
- «Дерибасівська вулиця» (1958);
- «Вихідний день» (1961);
- «Весна в Одесі» (1963);
- «Першотравнева демонстрація» (1963);
- «Спуск Кангуна» (1967);
- «Сільський футбол» (1967);
- «Мамина хата» (1969);
- «Солдати» (1970);
- «Кримський пейзаж» (1970, Одеський художній музей);
- «Травень 1945» (1970—1971);
- «Рання весна» (1972, Одеський художній музей);
- «Тиша» (1973);
- «Алея» (1975, Національний музей в Делі);
- «Застава з рушницею» (1978);
- «Весна в лісі» (1980, Одеський художній музей);
- «Одеські дахи» (1980-ті);
- «Вулиця в Гурзуфі» (1982);
- «Пейзаж з лавкою» (1984);
- «Яблоня квітне» (1985);
- «У лісі» (1987);
- «Платани на Пушкінській» (1988);
- «Сосни на Засуллі» (1989);
- «Коні на березі Сули» (1990);
- «Венеція. Канал» (1991);
- «Початок осені» (1993);
- «Бабине літо» (1994);
- «Дорога в Аркаді» (1994);
- «Бабине літо» (1994);
- «На вулиці» (1995, Одеський художній музей);
- «Одеське узбережжя» (1997);
- «Сходи у парку імені Тараса Шевченка» (1998);
- «Пікнік» (1998);
- «Пейзаж з лелеками» (1998);
- «Квіти» (1999);
- «Весна в Одесі» (1999);
- «Одеса. Ланжерон» (1999);
- «Вид на провулок Лермонтова» (1999, Одеський художній музей);
- «Весна в Одесі» (1999);
- «Осінь» (1999);
- «У парку санаторію» (2000);
- «За книгою» (2000);
- «У саду» (2000);
- «Вулиця навесні» (2000);
- «Берези» (2000);
- «Ланжерон» (2000);
- «Натюрморт з сонячниками» (2000—2001);
- «Сірий день» (2000—2001);
- «Місто у Греції» (2001);
- «Рідний край» (2001);
- «На дачі» (2001);
- «На пляжі» (2006);
- «На вокзалі» (2007).

Крім згаданих музеїв роботи митця зберігаються в Запорізькому художньому музеї, Роменському краєзнавчому музеї, в музеях Росії, Греції та в приватних колекціях різних країн світу.
Брав участь у республіканських виставках з 1958 року. 1990 року взяв участь у виставці в Реджо-Емілія (Італія). У 1993—1994 роках проводив персональні виставки в Торонто. 1995 року відбулася його персональна виставка в Одеському державному університеті імені Іллі Мечникова. У 1997—2003 роках брав участь у виставці українського живопису в Греції (Афіни); у 1998 році — у виставці українського живопису в Лондоні. У 1999 році відбулася його персональна виставка в галереї «Белая луна»; у 2009 році — персональна виставка в галереї «NT-art» (обидві в Одесі). В 2004році взяв участь у муніципальному конкурсі «Твої імена, Одесо!» та отримав призове місце.
2—22 червня 2011 року в Одеському художньому музеї була проведена посмертна виставка робіт Володимира Литвиненко. В експозиції було представлено 118 робіт живопису і графіки. В. Кабаченко видав альбом з репродукціями, який містить всі представлені на виставці твори з коментарями живописців, які були знайомі з Володимиром Литвиненком.